# Harmony Records

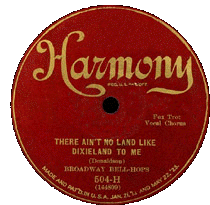
Een 78-toerenplaat van Sam Lanin, op Harmony Records

Harmony Records was een Amerikaans platenlabel, dat halverwege de jaren twintig werd opgericht door Columbia Records.
Het sublabel werd aanvankelijk gebruikt om low budget-78 toerenplaten uit te brengen. Veel van de uitgebrachte songs waren identiek aan opnames van de andere Columbia-budgetlabels Velvet Tone Records en Diva Records. In de jaren tot 1932 verscheen op Harmony Old-time-muziek, country, dansmuziek, blues en vroege jazz, onder meer van Arthur Fields, Irving Kaufman, Mal Hallett, Vernon Dalhart, Rudy Vallee, Sam Lanin (zie illustratie), The Georgia Cotton Pickers en de Boswell Sisters. Van veel musici werden platen onder een pseudoniem uitgebracht, zoals van Annette Hanshaw (onder de namen "Patsy Young" en "Gay Ellis"), Ben Selvin ("Buddy Campbell") en Rex Cole ("Buck Wilson").
Eind jaren vijftig werd het label nieuw leven ingeblazen als budget-label voor heruitgebrachte opnames, op een album stonden dan negen of tien nummers. Ook verscheen er nieuw werk op. In de jaren erna verschenen er platen van onder meer de Mills Brothers, Bing Crosby, Johnny Mercer, Benny Goodman, Artie Shaw, Claude Thornhill, Pearl Bailey, Rosemary Clooney, Bob Crosby, Billie Holiday, Bessie Smith, Hot Lips Page en Lonnie Johnson.
In de tweede helft van de jaren vijftig verschenen er naast jazz ook af en toen orkestplaten en klassieke muziek op het label, in de jaren zestig ook popplaten en bijvoorbeeld country. Het label was actief tot in het begin van de jaren zeventig.